# Lilo Vilaplana
Lilo Vilaplana (nacido en Nuevitas, Cuba en 1965) es un director, escritor y libretista cubano-americano quien también se desempeña como docente, Actualmente está radicado en Miami, EE. UU.

## Carrera
Los comienzos de Lilo Vilaplana se remontan a su Cuba natal donde, a partir del año 1988, trabajó como asistente de dirección en series infantiles para directores como Roberto Villar Alemán, Raúl Guerra, María Elena Espinosa y Eduardo Macías.
Su carrera se inició como guionista y director del programa semanal infantil en vivo Dando Vueltas, de 1991 a 1997, año en el que viaja para radicarse en Colombia.
En el país sudamericano trabajó como creativo en la productora de televisión TV Cine, vinculándose más tarde con FOX Telecolombia, empresa donde alcanzó gran reconocimiento como director de la serie El capo.
También obtuvo gran éxito con su proyecto en México llamado Perseguidos, producido para la nueva cadena de televisión abierta nacional Imagen Televisión en 2016, junto con Estudios TeleMéxico, su primera producción tras su paso por FOX Telecolombia.

## Cine y televisión
- Dirigió, junto a Nicolás Diblasi y Víctor Huerta la telenovela chilena Dueños del paraíso producida por Telemundo Studios en coproducción con Televisión Nacional de Chile para Telemundo y TVN (2014).
- Dirigió para Telemundo Global Studios la telenovela chilena  Dueños del Paraíso (2014 - 2015).
- Fue el guionista y director del cortometraje Agrypnia de producción independiente en 2012, la cual concursó en el Festival de Cine de La Habana.
- Dirigió, junto a Alfonso Pineda y Jorge Eduardo Ramírez la telenovela mexicana Perseguidos producida por Estudios TeleMéxico para Imagen Televisión y Telemundo (2016).
- Dirigió el cortometraje estadounidense La casa vacía (2015).
- Dirigió la primera y segunda temporadas de la serie Leyendas del exilio, una coproducción de América TeVé y Vilaplana Films (2017).
- Junto a Miguel Grillo realizó y dirigió el cortometraje Los ponedores una producción estadounidense de Vilaplana Films y Miguel Grillo (2017).
- Dirigió el cortometraje Telenovela cubana una producción de Vilaplana Films (2018).
- Dirigió el cortometraje Irene en La Habana, sobre una historia de Juan Manuel Cao, una coproducción de América TeVé y Vilaplana Films (2018).
- Dirigió Plantados, largometraje acerca de la vida de los presos en las cárceles cubanas durante el gobierno de Fidel Castro (2021).[1][5][6]
- Dirigió El caballo, largometraje acerca de una pareja que debe recurrir al contrabando para lograr una mejor calidad de vida en Cuba (2021).[7]

### Producciones independientes
- Cortometraje Agrypnia, como guionista y director (2012). El cortometraje participó del Festival de Cine de La Habana.
- La muerte del gato (2014), producción que obtuvo el premio al mejor cortometraje de Iberoamérica en el Festival Iberoamericano de Cortometrajes ABC (FIBABC) 2014, Madrid, España. También participó en el Festival de Cine de Cannes 2014, en la sección The short film corner (en español: la esquina del corto).

### Para NatGeo
- Arrepentidos serie de National Geographic, para Colombia y América Latina.

### Para FOX TeleColombia
- Unitarios Justicia o ley de Thespis producciones para TeleColombia y Canal UNO, como guionista, productor y director de 45 capítulos (2002).
- Serie Auto stop de Thespis Producciones para TeleColombia y Canal UNO, como guionista, productor y director (2002).
- Serie Unidad investigativa, como director (2002 – 2003).
- Serie Expedientes, como director (2002 – 2003).
- Serie Retratos como director de 240 Capítulos (2003).
- Telenovela Me amarás bajo la lluvia como director desde el capítulo 80 al 240 (2004).
- Cortometraje Se me olvidó decirte escrito y coproducido por Héctor Forero de Escritores Asociados, como coproductor y director (2004).
- Telenovela El pasado no perdona, como director (2005).
- Telenovela Por amor como director (2006).
- Telenovela Zona rosa, como director a partir del capítulo 42 (2007).
- Serie Sin retorno, capítulo “La Deuda” como guionista y director (2008).
- Telenovela La dama de troya (2008) - Director.
- Capítulo - Remedio mortal de la serie Tiempo Final 3. (2009) - Director.
- Serie - El capo, como director de 90 capítulos. La serie obtuvo 7 premios India Catalina y 7 premios TV y Novelas.
- Telenovela - Un sueño llamado salsa, como director (2010).
- Serie - Mentes en Shock  como director de los capítulos 3, 8 y 9 (2010).
- Serie Lynch, como director de los capítulos 2 y 6.
- Serie La mariposa, como director (2010 - 2011).
- Telenovela La traicionera, como Director.
- Serie El capo 2, como director.
- Serie El capo 3, como director.

Para TV CINE:
- Siguiendo el rastro como guionista y director (1997).

## Teatro

### En La Habana y Bogotá
- Director y productor de El extraño caso de los espectadores que asesinaron a los títeres, obra infantil. Teatro Santa Fe, Bogotá (2009).
- Director y productor de Galápago, obra infantil).  Teatro al Parque, Teatro Escena Colombia exSanta Fe (2008).
- Director de la obra de teatro Un Pecado Original (2005).
- Director de la obra de teatro Los cuentos del Decamerón (2002).
- Dirección de varios espectáculos de programa de televisión Dando Vueltas para el teatro. (La Habana, Cuba. 1995-1997).
- Puesta en escena del Monólogo: Jehová y la jicotea (La Habana, Cuba. 1994).
- Edipo Rey (Autor: Sófocles. 1985).
- Cordelia de pueblo en pueblo (Autor: Alberto Adellac. Argentino – 1984).
- Unos hombres de otros (Autor: Jesús Díaz Cubano) (1984).
- Molinos de viento (Autor: Rafael González. Cubano) (1984).
- El torturador (Autor: Andrés Lizárraga. Argentino) (1984).
- La emboscada (Autor: Roberto Orihuela. Cubano) (1984).
- Observando a Elena (Autor: Rafael González. Cubano. Varios Premios)

### En Miami
- Pelucas, tacones y lentejuelas. En el Centro Cultural Español de Miami (2017).
- Asesinato de Garfield. En el Centro Cultural Español de Miami (2017).
- Traiciones. En el Centro Cultural Español de Miami (2017).
- Necesito un part time. En el Centro Cultural Español de Miami (2018).
- Los kiwis no vuelan. En el Centro Cultural Español de Miami (2018).

## Premios
- Fox Telecolombia, Fox International Channels Latin America y National Geographic ganaron un Emmy Internacional en la categoría mejor programa de habla no inglesa en horario prime time de EE. UU. con el episodio El infierno de Montoya, de la serie de televisión Arrepentidos dirigida por Lilo Vilaplana.[2]
- Premio Diva en Panamá 2010. Mejor Director. Serie El capo.
- Premio TV y Novelas 2010. Mejor Director. Serie El capo.
- Lilo Vilaplana y Ricardo Gabrielli reciben Premio India Catalina a Mejor Director de Serie 2010.
- Lilo Vilaplana recibe Premio al mejor cortometraje de Iberoamérica, en el Festival de Cortometrajes Iberoamericanos de ABC 2014, Madrid, España.